# Luke Browning
Luke Browning (Kingsley, 31 januari 2002) is een Brits autocoureur. In 2020 won hij de titel in het Brits Formule 4-kampioenschap en in 2022 werd hij kampioen in het GB3 Championship. In 2023 won hij de Grand Prix van Macau. Vanaf 2023 maakt hij deel uit van de Williams Driver Academy.

## Carrière

### Vroege carrière
In 2016 debuteerde Browning in de autosport met zijn deelname aan het Junior Saloon Car Championship, een sportwagenkampioenschap voor jonge Britse coureurs. Hij won een race en eindigde als negende in het klassement. Ook ontving hij de "Henry Surtees Teen Racer of the Year Award".
In 2017 stapte Browning over naar het Ginetta Junior Championship, waarin hij uitkwam voor het team Richardson Racing. Hij behaalde een pole position op Silverstone, maar kwam in de races nooit verder dan een zesde plek op de Rockingham Motor Speedway. Met 210 punten werd hij elfde in het kampioenschap.
In 2018 bleef Browning actief in het Ginetta Junior Championship en behaalde hij drie zeges in de eerste vier races. In de rest van het seizoen behaalde hij nog vijf overwinningen en negen andere podiumplaatsen. Hij won ook een race op het Oulton Park Circuit, maar werd hier gediskwalificeerd vanwege een overtreding van de technische reglementen. Met 654 punten werd hij achter Adam Smalley en Louis Foster derde in de eindstand, alhoewel hij zonder zijn diskwalificatie kampioen zou zijn geworden.

### Formule 4
In 2019 stapte Browning over naar het formuleracing en debuteerde hij in het Britse Formule 4-kampioenschap bij Richardson Racing. Hij wist de eerste race op Brands Hatch direct te winnen, maar in de rest van het seizoen behaalde hij nog slechts een andere overwinning op het Thruxton Circuit. Wel stond hij naast zijn zeges nog zeven keer op het podium. Met 268,5 punten werd hij zesde in het kampioenschap.
In 2020 bleef Browning actief in de Britse Formule 4, maar stapte hij over naar het team Fortec Motorsport. Hij behaalde zeven overwinningen, waaronder in alle drie de races op Oulton Park, en was tot in de laatste race met Zak O'Sullivan verwikkeld in een gevecht om de titel. Uiteindelijk werd hij kampioen met 412,5 punten, vier meer dan O'Sullivan.
In 2021 stapte Browning over naar het ADAC Formule 4-kampioenschap, waarin hij voor US Racing uitkwam. Hij won twee races op de Red Bull Ring en de Hockenheimring Baden-Württemberg en behaalde hiernaast nog zes podiumplaatsen. Met 220 punten werd hij achter Oliver Bearman en Tim Tramnitz derde in de eindstand. Ook nam hij voor US deel aan de seizoensopener van het Italiaans Formule 4-kampioenschap op het Circuit Paul Ricard, waarin hij in drie races een podiumplaats en een snelste ronde behaalde.
In 2022 begon Browning het seizoen in het Formule 4-kampioenschap van de Verenigde Arabische Emiraten bij Hitech Grand Prix, waarin hij twee van de vijf raceweekenden reed. Hij behaalde een podiumfinish in de voorlaatste race op het Dubai Autodrome.

### GB3
Tegen het eind van 2021 maakte Browning zijn debuut in het GB3 Championship bij Fortec Motorsports tijdens het raceweekend op Oulton Park. Hij eindigde in zijn eerste race op het podium, maar werd na afloop van de race gediskwalificeerd omdat zijn auto niet aan de technische reglementen voldeed. In de tweede race behaalde hij desondanks zijn eerste overwinning, voordat hij in de derde race bij een ongeluk betrokken raakte en niet aan de finish kwam.
In 2022 reed Browning een volledig seizoen in de GB3, waarin hij overstapte naar Hitech Grand Prix. Hij kende een succesvol seizoen met vijf overwinningen: twee op zowel Oulton Park als het Circuit de Spa-Francorchamps en een op het Snetterton Motor Racing Circuit. In de rest van het seizoen behaalde hij nog acht podiumplaatsen. Met 507 punten werd hij gekroond tot kampioen in de klasse.

### Formula Regional
In 2023 begon Browning het seizoen in het Formula Regional Middle East Championship, waarin hij twee raceweekenden voor Hitech reed. Een zevende plaats bij zijn debuut op het Kuwait Motor Town was zijn beste resultaat.

### Formule 3
In 2023 debuteerde Browning in het FIA Formule 3-kampioenschap, waarin hij zijn samenwerking met Hitech voortzette. Tijdens het jaar werd hij tevens opgenomen in de Williams Driver Academy, het opleidingsprogramma van het Formule 1-team van Williams. Hij kende een goede seizoensstart, waarin hij in vijf van de eerste zeven races in de top 10 finishte, waaronder zijn eerste podiumplaats op het Circuit de Barcelona-Catalunya. Hierna kwam hij nog slechts een keer tot scoren. Met 41 punten werd hij vijftiende in het eindklassement. Aan het eind van het jaar nam hij deel aan de Grand Prix van Macau. Hij behaalde de pole position en zegevierde in zowel de kwalificatie- als de hoofdrace.
In 2024 bleef Browning actief in de FIA Formule 3 bij Hitech. In het eerste weekend op het Bahrain International Circuit won hij de hoofdrace en op de Red Bull Ring voegde hier hij een tweede zege aan toe. Hiernaast stond hij op het Circuit de Monaco ook op het podium. Met 128 punten werd hij achter Leonardo Fornaroli en Gabriele Minì derde in de eindstand.

### Formule 2
In 2024 maakte Browning zijn Formule 2-debuut op het Baku City Circuit bij ART Grand Prix als vervanger van de vertrokken Zak O'Sullivan, waar hij de rest van het seizoen actief bleef. Hij behaalde twee top 10-finishes, met een zesde plaats op het Yas Marina Circuit als beste resultaat. Met 7 punten eindigde hij op plaats 26 in het klassement.
In 2025 rijdt Browning zijn eerste volledige seizoen in de Formule 2 bij Hitech.

### Formule 1
Browning maakte op 6 december 2024 zijn debuut in de Formule 1 tijdens de eerste vrije training van de Grand Prix van Abu Dhabi. Hij reed in de Formule 1-wagen van het team Williams.

Op 11 april 2025 reed Browning tijdens de eerste vrije training van de GP van Bahrein voor Williams reed in plaats van Carlos Sainz jr. Hij reed een tijd van 1:34.885 en werd daarmee dertiende.